# 马尔代夫标准时间
马尔代夫时区是马尔代夫适用的时区。该时区比协调世界时快5小时（UTC+5）。马尔代夫时区没有夏时制。
IANA时区数据库在zone.tab中包含1个马尔代夫地区，名为Indian/Maldives。